# Passeport de la région administrative spéciale de Macao

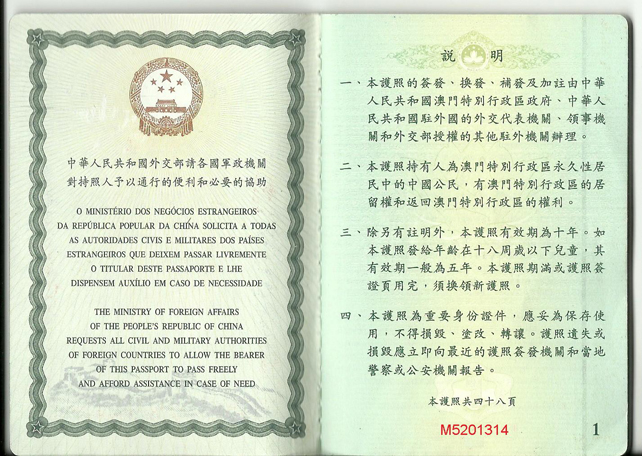
Intérieur de la couverture et première page de l'ancienne version du passeport de Macao.

Le passeport de la région administrative spéciale de Macao (en chinois traditionnel : 澳門特別行政區護照 ; en portugais : Passaporte da Região Administrativa Especial de Macau) est un document de voyage international délivré aux ressortissants chinois qui sont résidents permanents à Macao. 
Les langues officielles de Macao sont le chinois et le portugais, donc le passeport est en trois langues - chinois traditionnel, portugais et anglais.

## Historique
Selon la Loi sur la citoyenneté de la république populaire de Chine et l'explication de certaines questions par le Comité Permanent de l'Assemblée nationale populaire concernant la mise en œuvre de la loi sur la nationalité, à Macao, tout résident permanent de Macao de nationalité chinoise peut demander un passeport de Macao. De nombreux résidents de Macao possèdent également la citoyenneté portugaise, en vertu de la naissance à Macao avant 1981, la naturalisation ou nés de parents ayant la citoyenneté portugaise de Macao, donc ils sont admissibles, ou actuellement[Quand ?] en possession d'un passeport portugais, qui accorde davantage de facilités de visa.
Dans le même temps, il leur est possible de posséder un passeport portugais, ou un autre passeport étranger, à travers un document de voyage.

## Passeport
Le passeport de Macao est délivré par la république populaire de Chine aux résidents permanents du territoire. Sa description est la suivante :
- La couleur de la couverture du passeport de la RAS de Macao est vert bouteille, avec l'emblème national de la république populaire de Chine situé au centre de la page de garde. Il est inscrit avec les titres de la république populaire de Chine et la RAS traduit en trois langues (en chinois - sinogramme traditionnel, en portugais et en anglais) : « 中華人民共和國 澳門 特別 行政區 », « Regiao Administrativa Especial de Macau, República Popular da China » et « Macao special administrative region, People's republic of China », en haut de l'emblème. « 護照 », « Passaporte » « Passport » en bas de l'emblème.
- Un passeport RAS de Macao se compose de 48 pages de dimension de 125 × 88 mm numérotées. Le texte est toujours traduit en trois langues : chinois, portugais et anglais.
- Les pages du passeport sont en papier fin imprimé avec le filigrane de la Grande Muraille, un arc-en-ciel au bas de pages et le relief d'une fleur de lotus.
- Le passeport est lisible par machine. La conception des données à caractère personnel a été utilisée par la forme qui est recommandée par l'Organisation de l'aviation civile internationale.
- En dehors des données à caractère personnel, la page supplémentaire du passeport est imprimée avec la photo et les empreintes digitales de son titulaire.

Les passeports macanais ne sont délivrés que par la « Direcção dos Serviços de Identificação » (Direction des services d'identification) de Macao. Leur coût est de 300 patacas pour un passeport, plus 150 patacas pour une émission urgente.
Ces passeports biométriques et permis de voyages électroniques sont délivrés depuis le 1er septembre 2009. Avec comme décoration les sites du patrimoine mondial de Macao, et un filigrane sur les pages de visa de la Région administrative spéciale pour les passeports biométriques